# Världens skymning
Världens skymning (engelska: Sunfall) är en samling science fictionnoveller av den amerikanska författaren C. J. Cherryh utgiven på svenska 1986 (på engelska 1981). 

## Handling
Volymen innehåller sju noveller där varje berättelse är fristående, men utspelar sig i samma avlägsna framtid. Människan har tagit steget ut i rymden och spridit sig till andra världar. Kvar på Jorden finns dock den mänskliga civilisationen kvar, under en åldrad sol. Var och en av novellerna utspelar sig i en framtida version av nutida världsmetropoler: "Den enda döden i staden" (Paris), "Det hemsökta tornet" (London), "Is" (Moskva), "Nattlek" (Rom), "Linarbetare" (New York) och "Generalen" (Peking). En novell om Venedig skrevs till en amerikansk samlingsutgåva av Cherryhs noveller.  